# Dick Matena
Dick Matena (Den Haag, 24 de abril de 1943) es un historietista neerlandés. También ha publicado bajo los seudónimos A. den Dooier, John Kelly y Dick Richards.

## Obra

### De Argonautjes (Lo Hartog van Banda)
1 - Het orakel van Delphi (1970)
2 - Het eerste avontuur van de Argonautjes (1976)
3 - De Olympische vlam / Het Labyrinth (1978)
4 - Het zwaard van Damocles (1978)
5 - De strijd om de ronde tafel / De kwelling van Tantalus (1979)
6 - De held van Sparta (1980)

### Storm
The Chronicles of the Deep World

3 - Het Volk van de Woestijn (1979)
4 - De Groene Hel (1980)
5 - De Strijd om de Aarde (1980)
6 - Het Geheim van de Nitronstralen (1981)
Kronieken van de Tussentijd

1 - Het Voyager Virus (1996)
2 - De Dallas Paradox (1997)
3 - De Sterrenvreter (1998)
4 - De Ruimte van Klein (sin finalizar e inédito)

### Sterrenschip
1 - De jacht op het wezekind (1987)
2 - De verlosser (1988)

### Virl
1 - Verbanning naar Cion (1979)
2 - Speurtocht naar Terra (1981)

### Alias Ego
1 - Vlucht uit de richel (1993)
2 - De valse goden (1995)

### De Avonden(Gerard Reve)
Part 1 (2003)
Part 2 (2003)
Part 3 (2004)
Part 4 (2004)

### Kort Amerikaans(Jan Wolkers)
Part 1 (2006)
Part 2 (2007)

### Obras sueltas
De laatste dagen van E.A. Poe (1988)
Gauguin en van Gogh (1990)
Sartre & Hemingway (1992)
Het Hanzevirus
Christmas carol (Charles Dickens) (2004)
Kaas (Willem Elsschot) (2008)
Het dwaallicht (Willem Elsschot) (2008)